# Йонеміцу Тацухіро
Йонеміцу Тацухіро  (яп. 米満 達弘, 5 серпня 1986) — японський борець, олімпійський чемпіон, переможець Азійських ігор, призер чемпіонатів світу.

## Виступи на Олімпіадах
| Олімпіада   | Дисципліна                | Місце |
| ----------- | ------------------------- | ----- |
| Лондон 2012 | вільна боротьба, до 66 кг | 1     |